# E. T. A. Hoffmann
E. T. A. Hoffmann (Ernst Theodor Amadeus oziroma Ernst Theodor Wilhelm), nemški pravnik, skladatelj, kritik, pisatelj in karikaturist, * 24. januar 1776, Königsberg, † 25. junij 1822, Berlin.
Hoffmann je preživel težko mladost. Študiral je v Königsbergu in služboval kot sodni uradnik v Berlinu in v pruskem delu Poljske. Bil je vsestransko nadarjen umetnik. Ko je Prusija 1807 izgubila večino poljskega ozemlja, je moral zapustiti državno službo. Leta 1808 je postal glasbeni direktor v Bambergu kasneje pa še v Leipzigu ter Dresdnu. Leta 1816 se je v Berlinu ponovno zaposlil v juristični službi kot sodni svetnik. Ves čas se je poleg glasbe posvečal tudi književnosti in risanju.
Hoffman je najvidnejši predstavnik nemške romantike. Njegove pripovedke so imele v 19. stoletju izjemen vpliv na celotno evropsko kulturo. Njegove novele in umetne pravljice obravnavajo predvsem glasbena in umetniška vprašanja ter povezujejo groteskno zmes stvarnih in domišlijskih prvin, vsakdanjosti in sanj, ironije, satire in grozljive podzavesti. Velja za enega od vrhov romantične proze, ker se mu je v luči romantične ironije in domišljije posrečilo osvetliti važne socialne in moralne pojave svojega časa.
Kot pionir fantazijskega žanra v kombinaciji z mračnostjo in realizmom, je vplival na pisatelje, kot so Franz Kafka, Edgar Allan Poe, Charles Dickens in Nikolaj Gogolj.
Po njegovi literarni predlogi sta nastali glasbeni mojstrovini: opera v treh dejanjih s prologom in epilogom Hoffmanove pripovedke skladatelja Offenbacha, besedilo sta priredila J. Barbier in M. Carré ter balet Hrestač (P.I. Čajkovskega).

## Najpomembnejša dela
- Fantazijske zgodbe v Callotevi maniri (Phantasiestücke in Callots Manier, 1814)
- Hudičevi napoji (Die Elixiere des Teufels, 1815/1816) v slovenščini 1967
- novele Serapionovi bratje (Die Serapionsbrüder, 1819) v slov. 1996
- roman Življenjski nazori mačka Murra (Die Lebensansichten des Katers Murr, 1820 v slov. 1972
- Princesa Brambilla (1821)
- povest Gospod Cinober (Klein Zaches, genannt Zinober, 1819)
- romantična opera Undina (1816)